# 28744 Annikagustafsson
28744 Annikagustafsson este o planetă minoră (asteroid) din centura de asteroizi. A fost descoperită pe 7 aprilie 2000 la Stația Anderson Mesa de Lowell Observatory Near-Earth-Object Search și a fost numită după Annika Gustafsson⁠(d). 
Obiectul prezintă o orbită caracterizată de o semiaxă mare de 2,428506 UAi, o excentricitate de 0,05, o înclinație de 6,659 ° în raport cu ecliptica.